# Carl Edward Arwedson
Carl Edward Arwedson, född 4 april 1847, död 22 mars 1913 i Meran, var en svensk militär och landskapsmålare.
Arwedson utnämndes till officer vid Livregementets dragoner 1869 och till major 1898. Vid sidan av sin militära tjänst var han verksam som konstnär där han var helt autodidakt. Hans konst består av landskapsmålningar från Dalarna i akvarell. På Ulfshyttans herrgård finns bland annat en akvarell som visar herrgårdens utseende 1904.